# Maciej Stuhr
Maciej Jerzy Stuhr (ur. 23 czerwca 1975 w Krakowie) – polski aktor, reżyser i scenarzysta filmowy i teatralny, felietonista, konferansjer, psycholog, wykładowca akademicki.
Zadebiutował w 1988 rolą Piotrka w filmie Krzysztofa Kieślowskiego Dekalog X. W kolejnych latach udzielał się na scenie kabaretowej, był aktorem Kabaretu Artura I i założonego przez siebie kabaretu Po Żarcie. Uznanie widzów i popularność zdobył dzięki kreacji Aleksa w filmie Fuks w reż. Macieja Dutkiewicza.
Do najważniejszych ról w jego aktorskiej karierze należą występy w filmach: Chłopaki nie płaczą, Poranek kojota, 33 sceny z życia, Listy do M., Pokłosie, Obława, Planeta singli, Czerwony kapitan i Sala samobójców. Hejter oraz w serialach: Glina, Bez tajemnic, Belfer, Diagnoza i Szadź. W latach 2004–2008 był aktorem Teatru Dramatycznego w Warszawie, od 2008 występuje w Nowym Teatrze w Warszawie. Z dubbingu został zapamiętany jako Kuzco z Nowych szat króla, Hector Rivera z Coco i Timon z Króla lwa oraz tytułowi bohaterowie filmów Kurczak Mały, Gnomeo i Julia, Pokémon: Detektyw Pikachu i Roman barbarzyńca, a także gry komputerowej Szymek czarodziej.
Uhonorowany tytułem Mistrza Mowy Polskiej. Laureat Nagrody im. Zbyszka Cybulskiego za rolę w 33 scenach z życia i dwóch Orłów za pierwszoplanowe role w filmach Pokłosie i Powrót do tamtych dni, jak też dwóch Róż Gali i Węża. Odznaczony Złotym Krzyżem Zasługi i Srebrnym Medalem „Zasłużony Kulturze Gloria Artis”. Prowadzi czynnie działalność charytatywną, angażuje się w liczne akcje społeczne.

## Rodzina i wykształcenie
Jest synem aktora Jerzego Stuhra i skrzypaczki Barbary Kóski. Ma młodszą o siedem lat siostrę Mariannę (ur. 1982). Jego przodkowie, Anna z domu Thill i Leopold Stuhr, przybyli do Krakowa z powiatu Mistelbach w Dolnej Austrii w 1879. Bratem pradziadka był Oskar Stuhr, adwokat i działacz Stronnictwa Narodowego. Jego ojcem chrzestnym był aktor Jan Nowicki.
| 4. Tadeusz Stuhr (1916–2000)              |  |                            |  |  |                 |
|                                           |  | 2. Jerzy Stuhr (1947–2024) |  |  |                 |
| 5. Maria Stuhr (z d. Chorąży) (1924–1984) |  |                            |  |  |                 |
|                                           |  |                            |  |  | 1. Maciej Stuhr |
| 6. Stefan Kóska                           |  |                            |  |  |                 |
|                                           |  | 3. Barbara Stuhr           |  |  |                 |
| 7. Władysława Kóska                       |  |                            |  |  |                 |
|                                           |  |                            |  |  |                 |

Urodził się i wychował w Krakowie, gdzie uczęszczał do przedszkola muzycznego i ukończył Ogólnokształcącą Szkołę Muzyczną I stopnia im. Ignacego Jana Paderewskiego w klasie fortepianu. Od dziecka fascynuje się aktorstwem, w młodości często obserwował w pracy ojca, który występował w Starym Teatrze w Krakowie. Był drużynowym w szczepie „Słowiki”. Ukończył II Liceum Ogólnokształcące im. Króla Jana III Sobieskiego w Krakowie.
W 1999 r. ukończył studia psychologiczne na Wydziale Filozoficznym Uniwersytetu Jagiellońskiego, broniąc pracę dyplomową pt. „Reakcje publiczności kabaretowej”. W 2003 został absolwentem PWST w Krakowie. W maju 2019 ukończył studia doktorskie na Akademii Teatralnej im. Aleksandra Zelwerowicza w Warszawie, broniąc pracy pt. „Ku reżyserii. Droga aktora do reżyserii poprzez nauczanie studentów”.

## Kariera zawodowa

### Debiut filmowy oraz początki działalności kabaretowej
Na wielkim ekranie zadebiutował rolą Piotrka, syna Jerzego Janickiego (Jerzy Stuhr) w filmie Krzysztofa Kieślowskiego Dekalog X (1988). Gdy miał 16 lat, wraz z Tomaszem Biernackim zaczął prowadzić audycję dla młodzieży Czacha Kraka w Radiu Kraków. Po maturze przez rok występował w Kabarecie Artura I w Rabce, z którym zdobył Grand Prix Akademickiego Forum Kultury. W czasie studiów założył własny kabaret Po Żarcie, z którym otrzymał pierwszą nagrodę na przeglądzie PaKA 1997. Jest znany z parodii twórczości i zachowań innych artystów, takich jak Stanisław Sojka, Gustaw Holoubek czy Mariusz Max Kolonko.
W 1998  r. wcielił się w Aleksa, głównego bohatera filmu Macieja Dutkiewicza Fuks (1999). Rozpoznawalność przyniosły mu także kreacje w filmach Olafa Lubaszenki: Kuby Brennera w Chłopaki nie płaczą (2000) i Kuby Aksera w Poranku kojota (2001). Jako aktor dubbingowy debiutował rolą Kuzco w filmie animowanym Nowe szaty króla (2000). Za kreację Hipolita Wielosławskiego w ekranizacji Przedwiośnia (2001) był nominowany do Orła w kategorii „najlepsza drugoplanowa rola męska”. W 2001 czytał wakacyjną powieść Kompletna plaża, czyli dziennik Adama Zawodnego w Radiu Zet w ramach cyklu opowiadań autorstwa Rafała Bryndala i Dariusza Hyski, a także został pierwszym laureatem nagrody „5.10. i co dalej” im. Marcina Kołodyńskiego, przyznawanej młodych ludziom, którzy „robią niezwykłe rzeczy i mogą być wzorem dla swoich rówieśników”.
W 2003 r.  pojawił się w roli Mirosława „Newtona” w niskobudżetowej komedii wytwórni A’Yoy Baśń o ludziach stąd, użyczył głosu tytułowemu bohaterowi gry komputerowej Szymek czarodziej i poprowadził 47. galę rozdania Złotych Kaczek.

### Lata 2004–2009
Wystąpił w roli podkomisarza Artura Banasia w serialu kryminalnym Glina (2004, 2008). Za „wyrafikowane poczucie humoru” odebrał statuetkę Grubej Ryby, przyznawaną przez słuchaczy Radia Kolor.
W latach 2004–2008 był aktorem Teatru Dramatycznego w Warszawie, zagrał m.in. Iwana Chlestaskowa w Rewizorze i Ilję Iljicza Obłomowa w spektaklu Obłom-off (oba w reżyserii Andrzeja Domalika). Od 2004 prowadzi ceremonie wręczenia Orłów w latach parzystych, w listopadzie poprowadził ceremonię rozdania Effie Awards. W 2005 został uhonorowany tytułem Mistrza Mowy Polskiej, a za dubbing tytułowego bohatera animacji Kurczak Mały uzyskał statuetkę Kłapa. W tym czasie dodatkowo użyczył głosu Pasiowi, tytułowemu bohaterowi Zebry z klasą, Kajko w animacji Kajko i Kokosz i Kuzco w Nowych szatach króla 2. W 2006 współprowadził z Sophie Marceau ceremonię wręczenia Europejskich Nagród Filmowych w Warszawie oraz z Grażyną Torbicką galę zamknięcia 31. Festiwalu Polskich Filmów Fabularnych w Gdyni, a także czytał ze swym ojcem powieść Edwarda Redlińskiego Telefrenia w radiowej Trójce oraz zdubbingował Szczycika w filmie 7 krasnoludków – historia prawdziwa i Trendiksa w Asteriksie i wikingach.

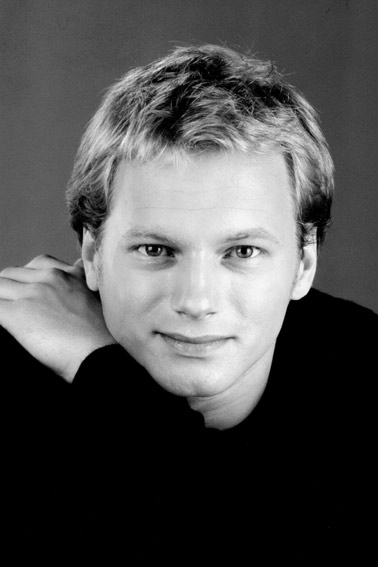
Maciej Stuhr (2008)

W 2007  r. zadebiutował w roli homoseksualnego Joe Portera Pitta w sztuce Anioły w Ameryce Tony’ego Kushnera, wystawianej w warszawskim Teatrze Rozmaitości w reż. Krzysztofa Warlikowskiego, a także wykreował postać Cosme McMoona, pianisty Florence Foster Jenkins w spektaklu Boska! Petera Quiltera, prezentowanej na deskach stołecznego Teatru „Polonia” w reż. Andrzeja Domalika. W tym samym roku pojawił się na wielkim ekranie w dwóch filmach: jako Tomek w Korowodzie i Sebastian Tretyn w Testosteronie.
W 2008  r. został aktorem Nowego Teatru w Warszawie, od tamtej pory zagrał w sztukach, takich jak np. (A)pollonia, Koniec i Kabaret warszawski w reż. Krzysztofa Warlikowskiego (za rolę w Kabarecie... był nominowany do Róży Gali w kategorii „teatr”), Krzysztof M. Hipnoza w reż. Krzysztofa Materny i Życie seksualne dzikich w reż. Krzysztofa Garbaczewskiego, czytał powieść Marcina Świetlickiego Jedenaście w Trójce. Ponadto otrzymał tytuł Honorowego Ambasadora Polszczyzny.
W 2009 r.  za wykreowanie postaci Piotra w 33 scenach z życia (2008) Małgorzaty Szumowskiej odebrał Nagrodę im. Zbyszka Cybulskiego oraz był nominowany do Złotej Kaczki za najlepszą rolę męską i Polskiej Nagrody Filmowej za najlepszą główną rolę męską. Również w 2009 został felietonistą półrocznika „Royal Magazyn” oraz czasopisma „Zwierciadło”. Jego teksty publikowane na łamach miesięcznika ukazały się w formie książek wydanych przez Wydawnictwo Zwierciadło: „W krzywym zwierciadle” (2013), „W krzywym zwierciadle. Ciąg dalszy nastąpił” (2015) i „Tata Tadzika” (2018).

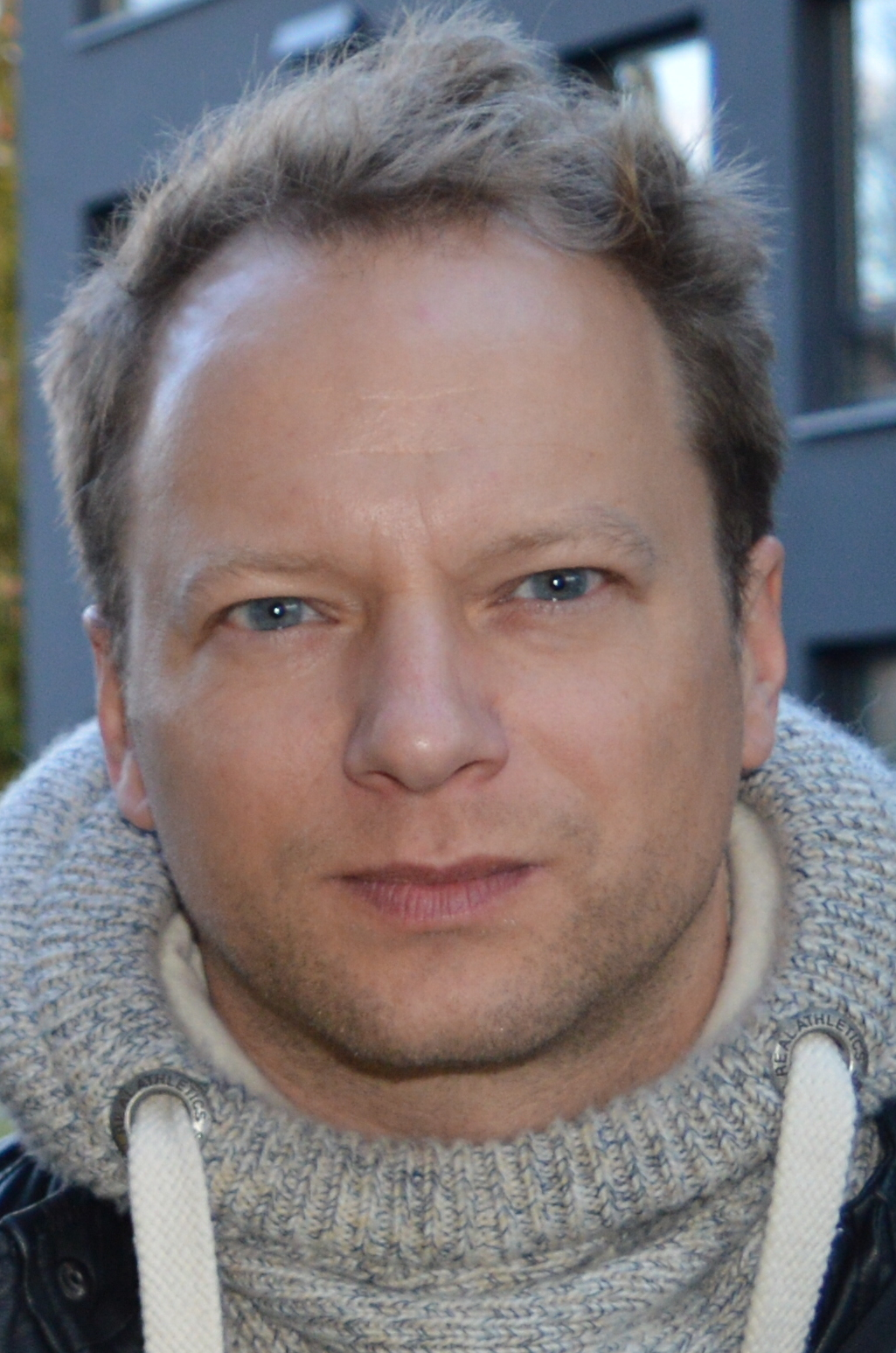
Maciej Stuhr (2015)

### Lata 2010–2019
W 2010  r. premierę miały kolejne dwa filmy z jego udziałem, Śluby panieńskie i Mistyfikacja, za występ w których był nominowany do Złotych Kaczek za najlepszą główną rolę męską, kolejno w 2010 i 2011. Również w 2010 użyczył głosu Znajdzie w filmie animowanym Jak uratować mamę (2016) i Flynnowi Riderowi w Zaplątanych (2010), współprowadził z Grażyną Torbicką galę z okaji 40-lecia TVP2 organizowaną Teatrze Polskim w Warszawie oraz został nagrodzony Różą Gali w kategorii „aktor”. W 2011 wystąpił w roli Mikołaja Koniecznego, prezentera radiowego w Listach do M., a w ramach promocji filmu prowadził w Radio Zet program Listy do M. Ponadto użyczył głosu głównemu bohaterowi animacji Gnomeo i Julia (2011), odebrał Wiktora w kategorii „osobowość telewizyjna roku” i wyreżyserował widowisko telewizyjne Smuteczek, czyli ostatni naiwni, za które odegrał Różę Gali w kategorii „media”. W 2012 użyczył głosu tytułowemu bohaterowi animacji Roman barbarzyńca (2011) i pojawił się w roli Jacka, pracownika Urzędu Bezpieczeństwa w czesko-słowackim kryminale Konfident.
Za występ w roli Józefa Kaliny w Pokłosiu (2012) Władysława Pasikowskiego odebrał Polską Nagrodę Filmową za najlepszą główną rolę męską podczas gali wręczenia Orłów 2013, do których zdobycia był nominowany też w kategorii „najlepsza drugoplanowa rola męska” za rolę Henryka Kondolewicza, czarnego charakteru w Obławie (2012) Marcina Krzyształowicza. Za rolę w Pokłosiu był też nominowany w plebiscycie Gwarancje Kultury 2013 w kategorii „film”. Po premierze Pokłosia włączył się w dyskusję dotyczącą stosunków polsko-żydowskich, co było szeroko komentowane w mediach i za co był nominowany do Nagrody Radia Tok FM im. Anny Laszuk. Po premierze Pokłosia odrzucił propozycję zagrania w Demonie (2015) Marcina Wrony. Od 5 września 2012 do 29 maja 2013 współprowadził z Kubą Wojewódzkim poranną audycję Zwolnienie z WF-u w Esce Rock. W 2013 dołączył do obsady serialu HBO Bez tajemnic w roli Tomasza, zagrał w teledysku do utworu Pati Sokół „Neverland” oraz odebrał nagrodę Kryształowego Zwierciadła za „oddanie szpiku kostnego chorej na białaczkę dziewczynce, za talent felietonisty i poczucie humoru”.
W 2014  r. zagrał młodego Jana Bratka w filmie Jerzego Stuhra Obywatel i pojawił się w rosyjskim serialu Bezsenność w roli Igora Wołkowa. W kwietniu został odznaczony srebrnym Medalem „Zasłużony Kulturze Gloria Artis”, we wrześniu dołączył do rady programowej kanału filmowego Stopklatka TV, a w październiku nakładem wydawnictwa Znak ukazała się książka pt. „Obywatel Stuhr”, będąca wywiadem-rzeką przeprowadzonym z Maciejem i Jerzym Stuhrami przez Ewę Winnicką. W 2015 powrócił na ekran jako Mikołaj Konieczny w komedii romantycznej Listy do M. 2, a w ramach promocji filmu ponownie poprowadził audycję Listy do M w Radiu Zet. W październiku 2015 premierę miała książka pt. „Stuhrmówka, czyli wewnętrzny gen wolności”, będąca wywiadem-rzeką przeprowadzonym z aktorem przez Beatę Nowicką.
Za rolę Fabiana Apanowicza w komedii Janusza Majewskiego Excentrycy, czyli po słonecznej stronie ulicy (2016) był nominowany do Orła w kategorii „najlepsza główna rola męska”. W lutym 2016 premierę miała komedia romantyczna Planeta singli, w której zagrał Tomka Wilczyńskiego. W marcu 2016 wywołał kontrowersje politycznym przemówieniem na 16. ceremonii wręczenia Orłów, w którym nawiązał m.in. do katastrofy w Smoleńsku z 10 kwietnia 2010. W wywiadzie dla NaTemat.pl skomentował przemowę słowami: Nie śmieję się z tragedii, śmieję się z tego, do czego pewne środowisko polityczne tragedię smoleńską sprowadziło. Zagrał porucznika Richarda Krauza, głównego bohatera czesko-słowacko-polskiego filmu kryminalnego Czerwony kapitan (2016), za dubbing postaci odebrał antynagrodę Węża w kategorii „efekt specjalnej troski”. W latach 2016–2017 występował w roli nauczyciela języka polskiego Pawła Zawidzkiego w serialu kryminalnym Belfer. W 2016 użyczył głosu głównemu bohaterowi animacji Miś Uszatek (film nigdy nie ujrzał światła dziennego) oraz był nominowany do Róży Gali w kategorii „online”. W grudniu poprowadził 29. ceremonię wręczenia Europejskich Nagród Filmowych w Narodowym Forum Muzyki we Wrocławiu.
W 2017  r. zadebiutował jako reżyser i scenarzysta, pracując na planie fabularnego filmu krótkometrażowego Milczenie polskich owiec, który zrealizował ze studentami Akademii Teatralnej im. Aleksandra Zelwerowicza w Warszawie, której wykładowcą jest od 2014. Film zdobył nominację do nagrody na 42. Festiwalu Polskich Filmów Fabularnych w Gdyni i znalazł się w konkursie 33. Warszawskiego Festiwalu Filmowego. W kolejnych latach premierę miały jeszcze trzy wyreżyserowane przez niego filmy z udziałem studentów: Ding dong (2018), Krwawy dziekan (2019) oraz II symfonia na wiolonczelę i orkiestrę (2019). Również w 2017 odebrał Złotego Anioła za niepokorność twórczą na festiwalu Tofifest.
W marcu 2018 ponownie wywołał kontrowersje wystąpieniem podczas 20. gali wręczenia Orłów. W 2018 dołączył do obsady serialu Diagnoza, zagrał Pawła Rudnickiego, kandydata na prezydenta Warszawy w filmie Jana Komasy Sala samobójców. Hejter (2020) i ponownie wcielił się w Tomka Wilczyńskiego, tym razem w Planecie singli 2 i Planecie singli 3 (2019). W 2019 współprowadził z Agnieszką Więdłochą audycję Planeta singli w Radiu Zet. Również w 2019 zagrał prokuratora Słotę w Na bank się uda Szymona Jakubowskiego i masażystę Bartka w Polityce Patryka Vegi, ponadto występował z Magdaleną Cielecką w krótkometrażowym serialu Pisarze. Serial na krótko i użyczył głosu Timonowi w polskiej wersji językowej filmu Król lew. W październiku premierę miała książka pt. „Stuhrmówka. A imię jego czterdzieści i cztery”, będąca kolejnym wywiadem-rzeką przeprowadzonym z aktorem przez Beatę Nowicką.

### Od 2020
W lutym 2020 zadebiutował jako reżyser teatralny, przygotowując sztukę Inni ludzie, będącą spektaklem dyplomowym jego studentów z Wydziału Aktorskiego we Wrocławiu Akademii Sztuk Teatralnych im. Stanisława Wyspiańskiego w Krakowie. Ponadto pojawił się w roli Piotra w filmie Bad Boy Patryka Vegi. W marcu poprowadził 22. galę wręczenia Orłów – jego wyjście na scenę w kostiumie papieża wywołało kontrowersje w mediach. Zagrał Piotra Wolnickiego, seryjnego mordercę w serialu Playera Szadź (2020). W 2021 roku zdobył Telekamerę w kat. Aktor, zaś w 2023 roku prowadził program TVN pt. Autentyczni.

## Styl gry
Na początku kariery aktorskiej grywał głównie role komediowe, z czasem zaczął kreować też postacie dramatyczne. Często występuje w komediach romantycznych, jak i w dramatach wojennych oraz w serialach kryminalnych. W początkowym okresie kariery kreował m.in. postacie młodych, bezpretensjonalnych chłopaków, później obsadzany był też np. w rolach mundurowych.
Debiutował w filmie Krzysztofa Kieślowskiego, w kolejnych latach zagrał też w produkcjach m.in. Olafa Lubaszenki, Filipa Bajona, Agnieszki Holland, Wojciecha Smarzowskiego, Małgorzaty Szumowskiej, Mitji Okorna, Władysława Pasikowskiego, Andrzeja Wajdy i Patryka Vegi. Wystąpił u boku swego ojca Jerzego w kilku wyreżyserowanych przez niego filmach (Historie miłosne, Pogoda na jutro, Korowód, Obywatel).
Zagrał w wielu sztukach teatralnych, m.in. u Andrzeja Domalika i Krzysztofa Warlikowskiego, jak też w spektaklu wyreżyserowanym przez Jerzego Stuhra.
Za swoich aktorskich idoli uznaje Krzysztofa Globisza i Anthony’ego Hopkinsa, podziwia też aktorstwo Brada Pitta.

## Wpływ na popkulturę
W 2003 r. fraza „Maciej Stuhr” znalazła się na piątym miejscu w kategorii najpopularniejszych polskich aktorów w opublikowanym przez Google Zeitgeist rankingu najczęściej wyszukiwanych haseł w polskim Internecie, a w 2016 znalazła się na dziesiątym miejscu w tejże kategorii.
Jest jedną ze „100 najcenniejszych gwiazd polskiego show-biznesu” według danych magazynu „Forbes”; jego wizerunek został wyceniony przez reklamodawców na: 300–338 tys. zł w 2006, 393 tys. zł w 2008 (33. miejsce), 475 tys. zł w 2010 (27. miejsce), 506 tys. zł w 2012 (22. miejsce), 428 tys. w 2013 (34. miejsce), 323 810 zł w 2014 (36. miejsce). Wystąpił w kampanii wizerunkowej Raiffeisen Bank Polska (2008–2010) oraz w kampaniach reklamujących sieć telekomunikacyjną Play (2013), piwo Żywiec (2014), napój mleczny Actimel (2016), smartfon Sony Xperia XZ (2016) i drażetki Tic Tac (2019), ponadto w 2016 został ambasadorem marki samochodów Mitsubishi.
Wziął udział w sesjach zdjęciowych, których efekty opublikowano na okładkach czasopism, takich jak „Zwierciadło”, „Viva!” czy „Newsweek Polska”.
Znany jest z publicznego komentowania wydarzeń politycznych. W 2019 zapowiedział bojkot Telewizji Polskiej, nie zgadzając się na treści prezentowane przez nadawcę publicznego, a także podpisał się pod listem otwartym adresowanym do wicepremiera Piotra Glińskiego, nie zgadzając się na zatrudnienie Piotra Bernatowicza na dyrektora Centrum Sztuki Współczesnej Zamek Ujazdowski.

## Życie prywatne

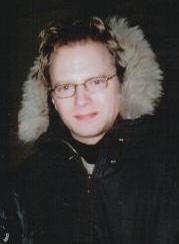
Maciej Stuhr (2006)

W 1999  r. poślubił aktorkę i fotografkę Samantę Janas, z którą ma córkę, Matyldę (ur. 2000). Rozstanie pary w 2013 r.  było szeroko komentowane przez prasę brukową, co Stuhr publicznie krytykował m.in. w wywiadzie dla magazynu „Newsweek Polska”. W 2014 wraz z już byłą żoną pozwali 24 wydawców prasy kolorowej i serwisów internetowych o show-biznesie za nieprawdziwe publikacje naruszające ich prywatność; wygrali procesy m.in. z wydawcami serwisów Fakt24.pl i Pudelek.pl, a odszkodowanie od jednego z wydawców w wysokości 100 tys. zł przekazali na rzecz Łódzkiego Hospicjum dla Dzieci. W 2015 poślubił dietetyczkę Katarzynę Błażejewską, z którą ma syna Tadeusza (ur. 2016). Mieszkają na warszawskim Żoliborzu. W jednym z odcinków programu Autentyczni Maciej Stuhr wyznał, że jego córka jest lekko niepełnosprawna.
Udziela się w kampaniach społecznych, dotyczących m.in. pomocy zwierzętom. W 2012 był zaangażowany w kampanię Fundacji „Psi Los” i Interia TV pod hasłem „Prawdziwa przyjaźń jest za darmo”. Angażując się w sprawy społeczne, w 2009 został dawcą szpiku kostnego, w 2017 włączył się w kampanię poświęconą edukacji seksualnej „sexedpl”, w 2018 poparł akcję Kampanii Przeciw Homofobii „Ramię w ramię po równość”, zostając sojusznikiem osób LGBT, a w 2020 przyjął pod swój dach czeczeńską rodzinę i zaangażował się w kampanię edukacyjną Fundacji Nutricia „Żywienie medyczne – Twoje posiłki w walce z chorobą”.
Udzielając się charytatywnie, w 2009  r. zagrał w meczu „Gra o życie” Fundacji Przyjaciółka, a w 2010 i 2019 zagrał w meczu Fundacji TVN „Nie jesteś sam”.
Trenuje triathlon. W wolnych chwilach układa puzzle.

## Filmografia
- 1988: Dekalog – Piotrek, syn Jerzego (odc. 10)
- 1991: V.I.P – małolat Maciek, kolega Romana
- 1991: Les enfants de la guerre(inne języki) – Olek
- 1993: Kolęda wigilijna (spektakl telewizyjny) – Scrooge-młodzian
- 1997: Historie miłosne – student Ikonowicz
- 1999: Wszystkie pieniądze świata – Burek
- 1999: O dwóch takich, co nic nie ukradli – Kiciuś
- 1999: Krugerandy – Sławek „Panicz” Wielchowski
- 1999: Fuks – Aleks Bagiński
- 2000: Przeprowadzki – Stefan Okrzeja (odc. 3)
- 2000: Chłopaki nie płaczą – Kuba Brenner
- 2001: Przedwiośnie – Hipolit Wielosławski
- 2001: Poranek kojota – Kuba Jan Akser
- 2002: Święta polskie – Stefan Kopański (odc. pt. „Wszyscy święci”)
- 2002: Julia wraca do domu – Piotr
- 2003: Pogoda na jutro – Marcin Kozioł, asystent Cichockiego
- 2003–2004, 2007–2008: Glina – podkomisarz Artur Banaś
- 2003: Baśń o ludziach stąd – Mirosław „Newton”
- 2004: Wesele – kamerzysta Mateusz
- 2005: Solidarność, Solidarność... – Tomek (odc. pt. Benzyna)
- 2006: Francuski numer – Chwastek
- 2007: Wino truskawkowe – Janek
- 2007: Testosteron – copywriter Sebastian Tretyn
- 2007: Korowód – Tomek
- 2008: 33 sceny z życia – Piotr Małkiewicz, mąż Julii
- 2009: Operacja Dunaj – działonowy Florian Sapieżyński
- 2010: Śluby panieńskie – Gustaw, bratanek Radosta
- 2010: Przebudzenie – mężczyzna
- 2010: Mistyfikacja – Łazowski
- 2011: Popatrz na mnie – Łukasz
- 2011: Listy do M. – Mikołaj Konieczny, dziennikarz Radia Zet
- 2011: Daas – cesarz Józef II
- 2012: eŠteBák(inne języki) – Jacek
- 2012: Vocuus – Paweł, ojciec Marty
- 2012: Pokłosie – Józef Kalina, brat Franciszka
- 2012: Obława – Henryk Kondolewicz
- 2012: Bez tajemnic – Tomasz, superwizor Andrzeja (odc. 5, 10, 15, 20, 25, 30, 35)
- 2013: Drogówka – Zaręba
- 2013: Wałęsa. Człowiek z nadziei – ksiądz
- 2014: Obywatel – młody Jan Bratek
- 2014: Facet (nie)potrzebny od zaraz – Michał
- 2014: Biessonnica – Wołkow
- 2015: Listy do M. 2 – Mikołaj Konieczny
- 2015: Excentrycy, czyli po słonecznej stronie ulicy – Fabian Apanowicz
- 2016: Czerwony kapitan – porucznik Richard Krauz
- 2016: Planeta singli – Tomek Wilczyński
- 2016–2017: Belfer – Paweł Zawadzki
- 2018: Planeta singli 2 – Tomek Wilczyński
- 2018: Juliusz – Damian, wspólnik Doroty
- 2018–2019: Diagnoza – pediatra Szymon Brock
- 2019: Planeta singli 3 – Tomek Wilczyński
- 2019: Na bank się uda – prokurator Słota
- 2019: Polizeiruf 110: Tod einer Journalistin – sędzia Łukasz Franczak
- 2019: Polityka – fizjoterapeuta gej zakochany w prezesie partii
- 2020: Bad Boy – Piotr
- 2020: Sala samobójców. Hejter – polityk Paweł Rudnicki
- 2020: Szadź – Piotr Wolnicki
- 2021: Powrót do tamtych dni – Alek
- 2022: Fuks 2 – Aleks Bagiński, ojciec Macieja
- 2022: Fucking Bornholm – Hubert
- 2023: Zielona granica – Bogdan
- 2024: Spadek – Dawid Kłos

### Polski dubbing
- 2000: Nowe szaty króla – Kuzco
- 2003:
  - Dobry piesek – Ciapek
  - Szymek czarodziej – Szymek
- 2004: 7 krasnoludków – historia prawdziwa – Szczycik
- 2005:
  - Zebra z klasą – Zebra Pasio
  - Kurczak Mały – Kurczak Mały
  - Kajko i Kokosz – Kajko
  - Nowe szaty króla 2 – Kuzco
- 2006: Asterix i wikingowie – Trendix
- 2007:
  - Film o pszczołach – Barry B. Benson
  - Lissi na lodzie – Franz
- 2021:
  - "Ćmy"
- 2009:
  - Ijon Tichy – gwiezdny podróżnik – Ijon Tichy
  - Esterhazy – Esterhazy
  - Planeta 51 – Lem
- 2010: Zaplątani – Flynn Rider / Julian Szczerbiec
- 2011:
  - Gnomeo i Julia – Gnomeo
  - Roman barbarzyńca – Roman
- 2017:
  - Smerfy: Poszukiwacze zaginionej wioski – Gargamel
  - Coco – Hector Rivera
  - Twój Vincent – wioślarz
- 2019:
  - Pokémon: Detektyw Pikachu – Detektyw Pikachu
  - Król lew – Timon

## Teatr
- 2001:
  - Jak wam się podoba jako Orlando – PWST Kraków
  - Zbrodnia i kara jako Raskolnikow – Teatr Rozrywki w Chorzowie
- 2002: Rewizor jako Iwan Chlestakow – Teatr Dramatyczny Warszawa
- 2003: Młynarski, czyli trzy elementy jako doktor Edward Opoka-Otuchowicz – Teatr Ateneum im. Stefana Jaracza w Warszawie
- 2005:
  - Obłom-off jako Obłomow – Teatr Dramatyczny Warszawa
  - Kandyd, czyli optymizm jako Kandyd, Stołek, Zausznik – Teatr Rampa na Targówku Warszawa
- 2006: Siostry  jako Wierszynin – Teatr Dramatyczny Warszawa
- 2007:
  - Boska! jako pianista Cosme McMoon – Teatr Polonia
  - Anioły w Ameryce jako Joe – TR Warszawa
- 2009:
  - (A)pollonia jako Agamemnon i Orestes – Nowy Teatr Warszawa
  - Krzysztof M. Hipnoza – Teatr Polonia
- 2010: Koniec jako Józef K. – Nowy Teatr Warszawa
- 2011:
  - Życie seksualne dzikich – Nowy Teatr Warszawa
  - Henryk Sienkiewicz – Greatest Hits – Teatr Imka w Warszawie
  - Smuteczek, czyli ostatni naiwni jako pan Y
- 2012: Zaczarowane podwórko – Teatr Muzyczny „Capitol” we Wrocławiu
- 2013: Kabaret warszawski – Nowy Teatr Warszawa
- 2014: Pinokio – Nowy Teatr Warszawa
- 2015: Francuzi – Nowy Teatr Warszawa
- 2017: Wujaszek Wania jako Astrow – Teatr Polski im. Arnolda Szyfmana w Warszawie
- 2018: Bal manekinów jako Poseł Paul Ribandel/Manekin – Och-Teatr w Warszawie

### Teatr Telewizji
- 1999: Shapiro jako Mordechay White
- 2001: Szczęście Frania jako Franio
- 2002: Oszuści jako Allen, syn Moniki i Sama
- 2003
  - Czwarta siostra jako Kostia
  - Piękna pani Seidenman jako Paweł Kryński
- 2005: Żywot Józefa jako naganiacz Józef
- 2006: Najwięcej samobójstw zdarza się w niedzielę jako Nikodem
- 2007
  - Bezład jako Cezary
  - I. znaczy Inna jako Bongo
- 2011
  - Boska! jako Cosme McMoon
  - Smuteczek, czyli ostatni naiwni jako pan Y
- 2013: Świeczka zgasła jako Pan
- 2014: (A)pollonia

## Dyskografia
- 2009 – Karimski Club Herbert[182]

## Nagrody i nominacje
| Rok  | Nagroda                                        | Kategoria                                | Tytułem                                       | Rezultat   | Źródło  |
| ---- | ---------------------------------------------- | ---------------------------------------- | --------------------------------------------- | ---------- | ------- |
| 1996 | Nagroda przeglądu kabaretów PaKA               |                                          |                                               | 3. miejsce |         |
| 1996 | Nagroda Lidzbarskich Wieczorów Humoru i Satyry |                                          |                                               | Wygrana    |         |
| 1997 | Nagroda przeglądu kabaretów PaKA               |                                          |                                               | Wygrana    |         |
| 1997 | Nagroda Lidzbarskich Wieczorów Humoru i Satyry |                                          |                                               | 2. miejsce |         |
| 2001 | Nagroda im. Marcina Kołodyńskiego              |                                          |                                               | Wygrana    | [ 23 ]  |
| 2002 | Orzeł 2001                                     | najlepsza drugoplanowa rola męska        | Przedwiośnie                                  | Nominacja  | [ 22 ]  |
| 2006 | Medialna Osobowość Roku                        | najbardziej popularny aktor              |                                               | Wygrana    | [ 183 ] |
| 2006 | Nagroda KŁAP                                   | najlepszy głos w filmie Disneya          | Kurczak Mały                                  | Wygrana    | [ 35 ]  |
| 2008 | Nagroda im. Zbyszka Cybulskiego                |                                          | 33 sceny z życia                              | Wygrana    | [ 47 ]  |
| 2009 | Orzeł 2008                                     | najlepsza główna rola męska              | 33 sceny z życia                              | Nominacja  | [ 48 ]  |
| 2010 | Róża Gali                                      | aktor                                    |                                               | Wygrana    | [ 57 ]  |
| 2012 | Fryderyki 2012                                 | najwybitniejsze nagranie muzyki polskiej | Paweł Mykietyn – Pasja wg św. Marka           | Nominacja  | [ 184 ] |
| 2012 | Fryderyki 2012                                 | album roku muzyka współczesna            | Paweł Mykietyn – Pasja wg św. Marka           | Nominacja  | [ 184 ] |
| 2013 | Orzeł 2012                                     | najlepsza pierwszoplanowa rola męska     | Pokłosie                                      | Wygrana    | [ 64 ]  |
| 2013 | Orzeł 2012                                     | najlepsza drugoplanowa rola męska        | Obława                                        | Nominacja  | [ 65 ]  |
| 2013 | Róża Gali                                      | teatr                                    | Kabaret warszawski                            | Nominacja  | [ 45 ]  |
| 2016 | Orzeł 2015                                     | najlepsza główna rola męska              | Excentrycy, czyli po słonecznej stronie ulicy | Nominacja  | [ 82 ]  |
| 2017 | Węże 2016                                      | efekt specjalnej troski                  | Czerwony kapitan                              | Wygrana    | [ 89 ]  |
| 2021 | Telekamery 2021                                | aktor                                    |                                               | Wygrana    | [ 185 ] |
| 2021 | Orzeł 2020                                     | najlepsza drugoplanowa rola męska        | Sala samobójców. Hejter                       | Nominacja  | [ 186 ] |
| 2022 | Orzeł 2022                                     | Najlepsza główna rola męska              | Powrót do tamtych dni                         | Wygrana    | [ 187 ] |

## Odznaczenia
- 2014 – Złoty Krzyż Zasługi[188][189]
- 2014 – Srebrny Medal „Zasłużony Kulturze Gloria Artis”[77]